# 科爾多瓦 (金迪奧省)
4°23′28″N 75°41′16″W / 4.39111°N 75.68778°W

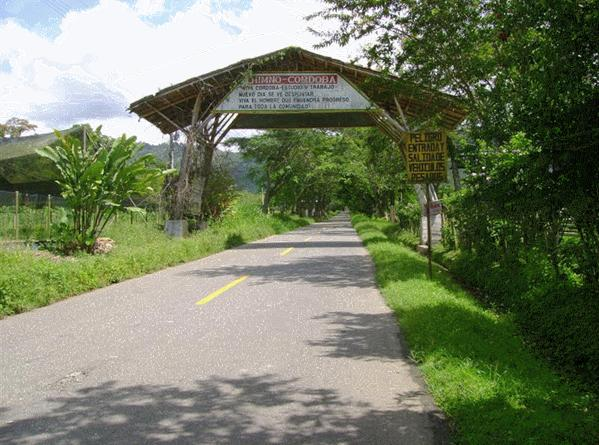

科爾多瓦（西班牙語：Córdoba），是哥倫比亞的城鎮，位於該國中西部金迪奧省，處於亞美尼亞城東南面24公里，始建於1912年11月1日，面積98.21平方公里，海拔高度1,700米，主要經濟活動有農業和手工業。